# 阿图尔·黑格布拉德
阿图尔·黑格布拉德（瑞典語：Arthur Häggblad，1908年8月14日—1989年6月16日），瑞典男子越野滑雪运动员。他曾代表瑞典参加1936年冬季奥林匹克运动会越野滑雪比赛，获得男子4×10公里接力铜牌。